# Laktoza sintaza
Laktoza sintaza (EC 2.4.1.22, UDP-galaktoza glukoza galaktoziltransferaza, N-acetillaktozaminska sintaza, uridin difosfogalaktoza-glukoza galaktoziltransferaza, laktozna sintetaza, UDP-galaktoza:-glukoza 4-beta-D-galaktotransferaza, UDP-galaktoza:-glukoza 4-beta-D-galaktoziltransferaza) je enzim sa sistematskim imenom UDP-alfa--galaktoza:D-glukoza 4-beta--galaktoziltransferaza. Ovaj enzim katalizuje sledeću hemijsku reakciju
UDP-alfa--galaktoza + D-glukoza {\displaystyle \rightleftharpoons } UDP + laktoza
Ovaj enzim je kompleks dva proteina, A i B. U odsustvu B proteina (alfa-laktalbumina), ovaj enzim katalizuje transfer galaktoze sa UDP-alfa--galaktoze na N-acetilglukozamin (EC 2.4.1.90, N-acetilaktozamin sintaza).

## Literatura
- Nicholas C. Price; Lewis Stevens (1999). Fundamentals of Enzymology: The Cell and Molecular Biology of Catalytic Proteins (Third изд.). USA: Oxford University Press. ISBN 019850229X.
- Eric J. Toone (2006). Advances in Enzymology and Related Areas of Molecular Biology, Protein Evolution (Volume 75 изд.). Wiley-Interscience. ISBN 0471205036.
- Branden C; Tooze J. Introduction to Protein Structure. New York, NY: Garland Publishing. ISBN 0-8153-2305-0.
- Irwin H. Segel. Enzyme Kinetics: Behavior and Analysis of Rapid Equilibrium and Steady-State Enzyme Systems (Book 44 изд.). Wiley Classics Library. ISBN 0471303097.

## Spoljašnje veze
- Lactose+synthase на 